# Ukrajinśkyj hołos
Ukrajinśkyj hołos (ukr. Український голос, tłum. Ukraiński głos) – ukraiński tygodnik wydawany w Przemyślu w latach 1919–1932.
Początkowo był organem Ukraińskiej Ludowej Partii Pracy, w latach 1920–1929 organem hetmańców, od 1929 nieoficjalnym organem Organizacji Ukraińskich Nacjonalistów.
Nakład wynosił około 4 tys. egzemplarzy. Wydawcą i redaktorem naczelnym był do 1929 Dmytro Gregołynski, w latach 1929–1932 Zenon Pełenski, który oficjalnie odkupił tytuł. Po roku 1930 redakcją kierował okresowo Jewhen Zyblikewycz. Od stycznia 1930 w podtytule tygodnika widniała informacja, że jest organem ukraińskiej myśli nacjonalistycznej. Na 343 konfiskaty prasy ukraińskiej w okresie od 1 stycznia do 20 października 1932 „Ukrajinśkyj hołos” był konfiskowany 34 razy, co dało mu ex aequo pierwsze miejsce (wraz z komunizującym tygodnikiem „Sel-Rob”). W 1932 ostatecznie pozbawiony debitu przez administrację państwową. Był pierwszym zakonspirowanym organem prasowym OUN na terytorium Polski.